# 張允升
張允升（1554年—？年），字大猷，號吉菴，陝西漢中府南鄭縣人，民籍。同進士出身。

## 生平
甲寅年二月十九日生，行一，治《書經》，由增廣生中式隆庆四年（1570年）庚午科陕西鄉試八名舉人，年三十三歲中式萬曆十四年（1586年）丙戌科會試一百七十七名，第三甲第十七名進士。戶部觀政，本年六月授四川成都府推官。二十年十一月选授四川道試御史，次年实授，二十二年巡按直隶兼巡山海关两关，阅视蓟昌辽保四镇。

## 家族
曾祖張振，廩生旌表；祖張士元，鄉飲耆賓；父張佳，生員；母馬氏。具慶下，妻葉氏，弟允修（生員）。